# مامي (صورة نمطية)

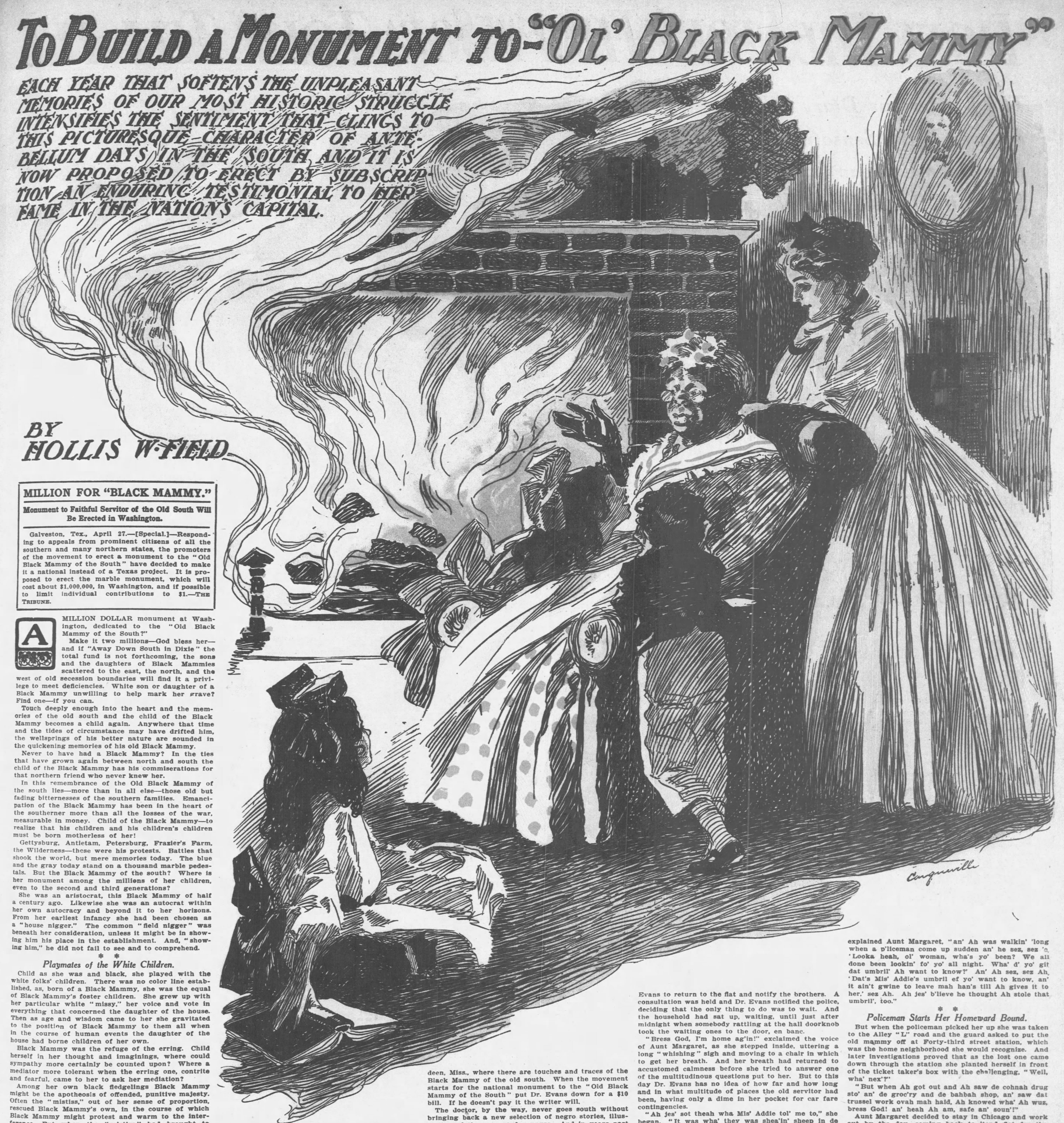
قصاصة من 29 مايو 1910 تقرير شيكاغو تريبيون عن خطوة لبناء "نصب تذكاري" لـ "أول" مامي سوداء في واشنطن العاصمة. يذكر العنوان الفرعي "الشعور الذي يُرافق هذه الشخصية العائد لأيام ما قبل الحرب ".

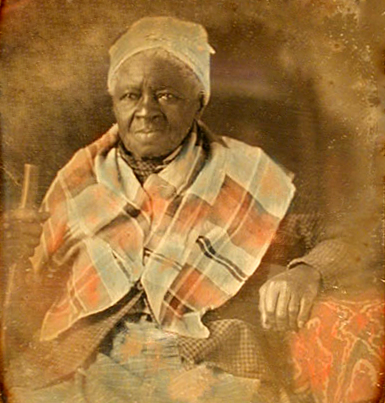
ماوما مولي. توفيت في خمسينيات القرن التاسع عشر في منزل عائلة فلوريدا البيضاء التي اسُتعبدت لها. ووصفها أحد أفراد أسرتها بأنها مُرضع "جميع أطفال الأسرة تقريبًا"، وقالوا إنهم يحبونها "كأم ثانية".

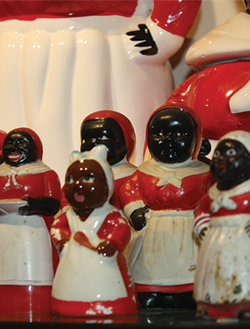
تماثيل مامي في متحف جيم كرو للتذكارات العنصرية.

مامي (بالإنجليزية: mammy)‏ هي صورة نمطية أمريكية، خاصة في الجنوب، لامرأة سوداء تعمل في أسرة من ذوي البشرة البيضاء وترعى أطفال الأسرة.  تعود جذور شخصية الأم إلى تاريخ العبودية في الولايات المتحدة. حيث تكلف النساء الرقيق السود بالعمل المنزلي ورعاية الأطفال في المنازل لدى الأسر الأمريكية البيضاء التي تملك الرقيق.واحدة من أقدم النسخ الخيالية لشخصية مامي هي العمة كلوي في رواية كوخ العم توم للكاتبة الأمريكية هارييت بيتشر ستو والتي نُشرت لأول مرة في عام 1852.